# Dörnberg und Schreckenberge
Dörnberg und Schreckenberge mit seiner Untereinheit Dörnbergpass ist ein rund 20 km² großer und am Hohen Dörnberg maximal 578,7 m ü. NHN hoher Höhenzug bzw. Naturraum des Habichtswälder Berglands im Westhessischen Berg- und Senkenland. Er liegt im Landkreis Kassel in Nordhessen (Deutschland).

## Geographische Lage
Der Naturraum Dörnberg und Schreckenberge befindet sich einige Kilometer westnordwestlich der Großstadt Kassel etwa zwischen den Ortschaften Habichtswald-Dörnberg im Süden, Zierenberg im Westen, Calden-Ehrsten im Nordosten und Ahnatal-Weimar im Südosten. 

## Naturräumliche Zuordnung und Gliederung
Dörnberg und Schreckenberge ist naturräumlich zugeordnet und gegliedert:
- 342 Habichtswälder Bergland
  - 342.3 Dörnberg und Schreckenberge (14,14 km², 578,7 m)
    - 342.30 Dörnbergpaß (4,75 km²)

Dörnberg und Schreckenberge (Nr. 342.3) ist Teil der naturräumlichen Haupteinheit Habichtswälder Bergland (342), die zur Haupteinheitengruppe Westhessisches Bergland (Westhessisches Berg- und Senkenland; 34) gehört. Im Uhrzeigersinn, beginnend im Norden, wird er von diesen gleichgestellten naturräumlichen Nachbarn eingerahmt:
Nach Norden fällt die Landschaft in die langgestreckte Westuffelner Senke (343.50) ab; durch dieses Tal fließt nach Nordnordwesten die Nebelbeeke. Nordöstlich liegt die ebenfalls lange und schmale Langen- und Staufenbergplatte (343.51) und östlich breitet sich das Kasseler Becken (343.3) aus, in dem insbesondere Kassel liegt.
Im Süden fällt die Landschaft von den Kuppen Hoher Dörnberg und Hohlestein in die Sattelzone Dörnbergpass (342.30) ab, die Teil des Naturraums Dörnberg und Schreckenberge ist, rund ein Viertel seiner Gesamtfläche ausmacht und weiter in dieser Richtung zum Hohen Habichtswald (max. 614,8 m) überleitet; letzterer reicht in seinem Ostteil bis nach Kassel. In dieser Zone befindet sich unter anderem die Bergkuppe Katzenstein (ca. 430 m) und die Bundesstraße 251 in ihrem Abschnitt zwischen Habichtswald-Dörnberg und Kassel-Harleshausen.
Nach Westen flacht die Landschaft zum großflächigen Zierenberger Grund (342.11) ab, dem Nordteil der Habichtswälder Senke (342.1); durch dieses Tal fließt nach Norden die Warme. Westlich der Senke erheben sich – rund um den Großen Bärenberg (600,7 m) – die Nordteile der Hinterhabichtswälder Kuppen (342.2). Nordwestlich der Schreckenberge − Großer Schreckenberg (mit Schreckenbergturm) und Kleiner Schreckenberg − liegt der Malsburger Wald (342.4).

## Landschaft
Die überwiegend an der Süd- und Ostflanke befindliche Bewaldung des Dörnbergmassivs ist nach Südosten durch einen bewaldeten Korridor über den Dörnbergpass mit jener des Hohen Habichtswaldes verbunden. Der Großteil vom Gipfelplateau des Massivs und die nördlich unterhalb davon unter anderem im Bereich des Segelflugplatzes Dörnberg gelegenen Bereiche sind eine weitläufige Rodungsfläche, die bis an die Landesstraße 3214 (Zierenberg-Ehrsten) reicht. Nördlich des dortigen Galgenbergs mit einem an dieser Straße gelegenen Gebirgspass auf 363,2 m Höhe schließt sich das Waldgebiet von Großem Schreckenberg (460 m) und Kleinem Schreckenberg (474,7 m) an.

## Fließgewässer und Wasserscheide
→ für Details siehe Absatz Fließgewässer und Wasserscheide des Artikels "Hoher Dörnberg"
Durch den Südostteil des Naturraums Dörnberg und Schreckenberge zieht sich in ihrem Abschnitt zwischen der nordöstlich gelegenen Langen- und Staufenbergplatte und dem Hohen Habichtswald die Diemel-Fulda-Wasserscheide. Vom südlichen Dörnbergpass kommend verläuft sie in Form eines nach Osten offenen Halbkreises von Südosten nach Nordosten über die meisten Kuppen des Dörnbergmassivs und dann weiter zur Langen- und Staufenbergplatte.
Östlich der Wasserscheide entspringt der zur Ahne entwässernde Dorfbach, nördlich die der Warme zufließende Nebelbeeke und im Südwesten passiert der kleine Lubach das Bergmassiv zur Warme abfließend.

## Berge
Der Naturraum Dörnberg und Schreckenberge besteht insbesondere aus diesen Bergkuppen – mit Höhe in Meter über Normalhöhennull (NHN):
Dörnbergmassiv im Südosten (→ für Details siehe Absatz Bergkuppen des Artikels "Hoher Dörnberg"):
| - Hoher Dörnberg (578,7 m) - Helfenstein/e (509,8 m) - Kleiner Dörnberg (Zierenberger Kuppe; 481,6 m) | - Hohlestein (476,6 m) - Katzenstein (ca. 430 m) - Hangarstein (418,5 m) |

Schreckenberge im Nordwesten: 
- Kleiner Schreckenberg (474,7 m, unweit nordöstlich Zierenbergs)
- Großer Schreckenberg (460 m, mit Aussichtsturm Schreckenbergturm; direkt nordöstlich Zierenbergs)

Übergangsbereich Dörnbergmassiv−Schreckenberge: 
- Galgenberg (ca. 370 m; Anhöhe mit Gebirgspass der L 3214 auf 363,2 m)

Die Entfernung vom Gipfel des Hohen Dörnbergs (578,7 m), der höchsten Kuppe des Naturraums Dörnberg und Schreckenberge, bis zum Großen Bärenberg (600,7 m), dem höchsten Berg der Hinterhabichtswälder Kuppen, im Westen und Hohen Gras (614,8 m), dem Hauptgipfel des Hohen Habichtswaldes, im Süden beträgt je nur rund 5 km. 